# دوزوکا
دوزوکا (به لاتین: Dozovka) یک رود در روسیه است که در سرزمین پرم واقع شده‌است.